# 3506 French
3506 French је астероид главног астероидног појаса са средњом удаљеношћу од Сунца која износи 3,001 астрономских јединица (АЈ).
Апсолутна магнитуда астероида је 11,4.